# Kanehekili Fluctus
Il Kanehekili Fluctus è una struttura geologica della superficie di Io.